# Герб на Велинград
Гербът на Велинград е приет през 2008 г.
Голяма част от символите на Община Велинград – знаме, празник, химн, официален печат, почетни знаци и т.н. са утвърдени във времето и обществено разпознаваеми, но не са обявени с официален нормативен акт и няма действаща наредба за изброените и други символи.

## История
През 2008 г. Борис Костов, тогава общински съветник, изработва проект за нов герб на Велинград. Предложението е променяно няколко пъти в хода на полемики, като в крайна сметка първоначалният вариант става емблема на Сдружението на хотелиерите и ресторантьорите. На критиките срещу женската фигура в герба г-н Костов отговори, че е използвал за модел носителката на титлата „Мис Абир“, г-ца Бояджиева.
Първоначално девизът, включен в емблемата, също е нов – „Извор на здраве и красота“, но общинските съветниците връщат наложения от 2003 г. девиз „Благословен и вечен“. 2003 г., по повод 55 години от създаването на Велинград, общината призовава гражданите да направят предложения за девиз, но не е обявена конкурсна процедура. От близо 30 различни предложения, Комисията по паметниците на културата предлага компилацията от три варианта, а с решение на Общинския съвет е прието за официален девиз. Критика към девиза е, че не съдържат най-важните характеристики на Велинград – целебната сила на неговите природни дадености: води, гори, въздух и слънце.
Заради несъответствието с изискванията на хералдиката, в решението си от април 2008 г. Общинският съвет записва, че приема „осъвременена емблема на Велинград“. Няколко месеца по-късно, юни 2008 г., с ново решение общинския съвет прекръства емблемата на герб.